# Jelce II
Jelce II – polski herb szlachecki, odmiana herbu Leliwa.

## Opis herbu
W polu błękitnym półksiężyc złoty, nad nim takaż gwiazda, a nad nią dwie złote chorągwie o trzech frędzlach, w słup. Klejnot: dwie klamry w krzyż skośny.

## Najwcześniejsze wzmianki
Według Kaspra Niesieckiego Jelcowie używali wcześniej innej odmiany herbu: na tarczy zwykła Leliwa, w klejnocie natomiast dwie chorągwie kościelne, jedna nad drugą, jak w Radwanie.
Boniecki pisze, że Jelcowie wyprowadzając od swojego przodka Kmitów i Łopatów Bykowskich herby ich do swej własnej Leliwy dołączyli, pragnąc tym udowodnić wspólne z nimi pochodzenie.

## Herbowni
Jelec.